# Crkva sv. Roka u Bastu
Crkva sv. Roka u selu Bastu sagrađena je pod samim liticama Biokova. Iako kasnije adaptirana, ima stilske odlike rustične srednjovjekovne gotičke građevine 15. stoljeć na što upućuje i tehnika zidanja. U 18. st. je barokizirana, što se najviše odražava na preoblikovanju preslice. Jednobrodna građevina svođena je šiljastim svodom, s poluoblom apsidom. Na zapadnom pročelju su vrata nad kojima je prošupljena rozeta s cvijetom u sredini, a u zabatu je zidana preslica. U svetištu je jednostavni kameni oltar.

## Zaštita
Pod oznakom Z-5466 zavedena je kao nepokretno kulturno dobro - pojedinačno, pravna statusa zaštićena kulturnog dobra, klasificirano kao "sakralna graditeljska baština".